# Постійний комітет Політбюро ЦК КПК
Постійний комітет Політбюро ЦК Комуністичної партії Китаю — є комітетом, що складається з вищого керівництва Комуністичної партії Китаю (КПК). Історично він складався з п'яти-одинадцяти членів, зараз налічує сім членів. Його офіційна мета полягає в проведенні політичних дискусій і ухваленні рішень з основних питань, коли Політбюро, більший орган прийняття рішень, не засідає. Відповідно до партійного статуту, генеральний секретар ЦК також повинен входити до складу постійного комітету Політбюро.
Відповідно до Статуту партії Центральний Комітет партії обирає Постійний Комітет Політбюро. Але на практиці це лише формальність. Метод визначення членства змінювався з часом. Своєю чергою Політбюро шляхом таємних переговорів обирає Постійний комітет Політбюро. Постійний комітет функціонує як епіцентр влади та керівництва КПК, і його членство коливається від п'яти до дев'яти осіб. Під час епохи Мао Цзедуна Мао сам обирав і виключав членів, а під час епохи Ден Сяопіна консультації між партійними старійшинами в Центральній дорадчій комісії визначали членство. З 1990-х років членство в Політбюро визначалося шляхом обговорень і неофіційних опитувань діючих і відставних членів як Політбюро, так і Постійного комітету.